# Кирейково
Кирейково — село в Ульяновском районе Калужской области. Входит в сельское поселение «Село Поздняково».
В 2020 году селу присвоено почётное звание Калужской области «Рубеж воинской доблести»

## География
Село расположено на юго-востоке Ульяновского района, недалеко от границы с Орловской областью. Высота села над уровнем моря составляет 215 м.

## Население
Постоянное население села составляло 167 человек (2007). В селе действуют основная школа, библиотека, дом культуры.
| 2002 | 2010 |
| ---- | ---- |
| 181  | ↘135 |

## Братская могила
В центре населенного пункта располагается братская могила, в которой похоронены останки военнослужащих из одиночных и небольших братских могил села. Братские могилы расположенные в районе села перенесены в село Уколица в ходе укрупнения могил в 50 годах XX века.